# دبليو 78 (قنبلة نووية)

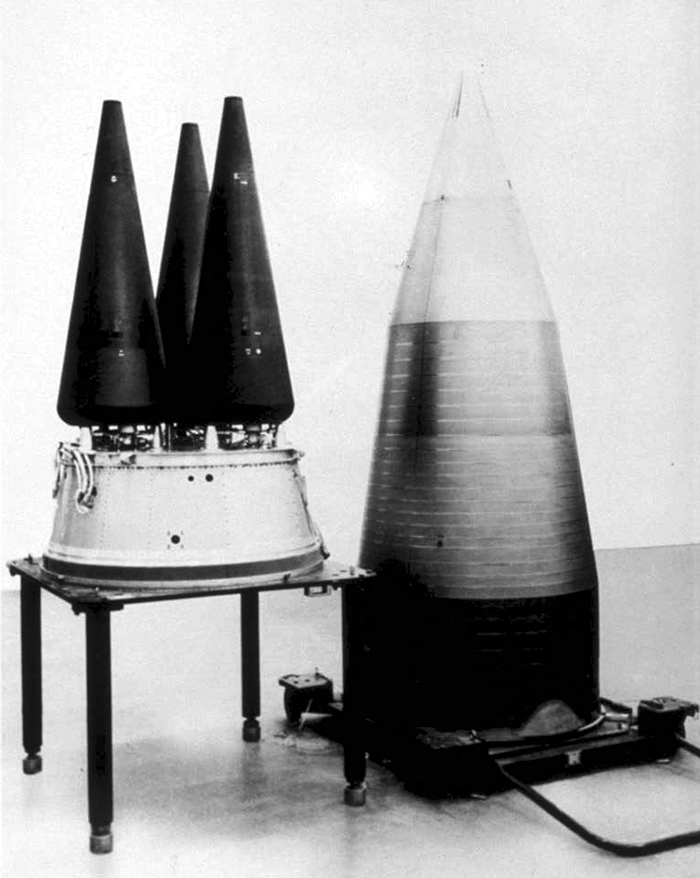
رؤوس نووية من نوع دبليو 78

دبليو 78 هو رأس حربي نووي مستخدم في معظم الصواريخ البالستية الأمريكية تم إنتاج دبليو 78 ابتداء من ديسمبر 1979 على 300 صاروخ بحيث تكون ثلاثة رؤوس حربية نووية لكل صاروخ وتشير السجلات التي تم رفع السرية عنها إلى أن قد تم إنتاج 1078 قنبلة نووية من نوع دبليو 78.
تم تصميم دبليو 78 في مختبر لوس ألاموس الوطني ابتداء من عام 1974.